# Melisa Brčaninović
Melisa Brčaninović (Solingen, 19 febbraio 1999) è una cestista bosniaca.

## Carriera
Con la Bosnia ed Erzegovina ha disputato i Campionati europei del 2021.